# 國道40號 (阿根廷)
國道40號（西班牙語：Ruta Nacional 40），正式名稱為解放者聖馬丁將軍國道40號（Ruta Nacional n.º 40 "Libertador General Don José de San Martín"），是阿根廷的一條國道，全長5194公里。
道路北起與玻利维亚接壤的胡胡伊省的拉基亞卡，沿安第斯山脈東麓南下，至麥哲倫海峽北岸的比爾赫內斯角止。